# Pelusios castanoides
Pelusios castanoides е вид костенурка от семейство Pelomedusidae. Видът не е застрашен от изчезване.

## Разпространение
Разпространен е в Мадагаскар, Малави, Мозамбик, Сейшели, Танзания и Южна Африка.